# Morte de Armita Geravand
Armita Geravand (persa: آرمیتا گراوند) foi uma iraniana de 17 anos que entrou em coma no metrô de Teerã em 1º de outubro de 2023. Ela foi mantida na unidade de terapia intensiva de um hospital do Exército, onde foi declarada com morte cerebral em 22 de outubro de 2023, e declarada morta em 28 de outubro. Este incidente foi comparado à morte de Mahsa Amini e chamado de "insuportável" pelo ministro das Relações Exteriores da Alemanha.

## Contexto
A família de Geravand é originária do distrito de Tarhan, no condado de Kuhdasht, na província de Lorestão, no Irã. No país, as mulheres são obrigadas por lei a cobrir os cabelos e a usar roupas largas como parte dos rígidos códigos de vestimenta islâmicos. Aqueles que violam essas regras enfrentam repreensão pública, multas ou prisão pela Patrulha de Orientação, também conhecida como polícia da moralidade.

## Incidente
Em 1º de outubro de 2023, Armita Geravand, de 17 anos, foi vista entrando no metrô de Teerã com dois amigos. Posteriormente eles a arrastaram para fora do trem, inconsciente e pediram ajuda médica. Ela foi levada para um hospital, tendo sido internada com lesão cerebral traumática.
Uma testemunha afirmou que logo depois que Geravand entrou no vagão do metrô, um aplicador do hijab começou a discutir com ela por não estar usando lenço na cabeça. A discussão tornou-se violenta e o aplicador do hijab a atacou fisicamente. De acordo com a Tehran and Houmah Metro Company, o vagão do metrô da série TWM-EM-1203 em que Geravand embarcou está equipado com múltiplas câmeras de vigilância por vídeo. No entanto, as agências de notícias iranianas não divulgaram nenhuma filmagem de dentro do trem.